# Kovács Antal (apát)
Felfalusi Kovács Antal (Désakna, 1791. február 2. – Brassó, 1857. december 9.) római katolikus lelkész, esperes, apát és királyi tanácsos.

## Élete
Kovács János királyi sóhivatali mázsamester és Radicsi Anna fia. A gimnáziumot Gyulafehérvárt végezte és 1807-ben az erdélyi egyházmegyei papnövendékek közé lépett. Nagyszombatba küldték, ahol a filozófiát végezte; de a francia háború miatt visszament Gyulafehérvárra és ott egy évig teológiát hallgatott. A zavarok lecsillapultával Kovács ismét visszament Nagyszombatba teológiai tanulmányait befejezni. 1813-ban Gyulafehérvárt gimnáziumi tanárnak nevezték ki és április 24-én áldozópappá szenteltetvén, Mártonffy József püspök ceremoniáriusa lett. Mártonffy halála után, a végrehajtójául kinevezett káptalani helyettes mellett titkár lett.
1816-tól a Bethlen grófok udvarában kilenc évig nevelő volt. 1824-ben báró Szepesy Ignác kinevezte zalatnai katekétának és gimnáziumi tanárnak; két év múlva Nagyágra ment plébánosnak. 1834-ben az országos iskolai főfelügyelőséget bízták reá; ekkor Kolozsvárott tartózkodott. 1836. január 30-án a brassói plébániába iktatták be és ezen hivatallal kapcsolatban barcasági dékán és sepsimiklósvárszéki esperes, ugyanezen év március 4-én Brassóban könyvvizsgáló lett. A közreműködésével megindított Kronstädter Wochenblatt (1837) és Brassói Hirlap (1838) lapokban üdvös terveinek kivitele végett a város, vidék, sőt Erdély közvéleményére törekedett hatni.
1837 októberében a plébániai laknak több brassói tehetősebb polgár anyagi segítségével átalakított szobáiban néhány tanítvány oktatásával alapította meg azt a gimnáziumot, amely később a brassói Római Katholikus Főgimnázium és az Áprily Lajos Főgimnázium lett. 1840-ben apáti méltóságra emeltetett, majd 1848. január 9-én királyi tanácsosi címet nyert. Mint a gimnázium igazgatójának sikerült a katolikus ifjakat a brassói protestáns gimnáziumtól elvonni és a németajkúakat a magyar nyelv megtanulásának megnyerni. Elindította Brassóban a vasárnapi iskolákat, a könyvolvasó egyletet, a testgyakorlóintézetet. Saját költségén és az általa gyűjtött közadakozásból építtette a Szent Kereszt-kápolnát a brassói várban (1846. szeptember 27-én szentelte föl); Bolgárszegen új kápolnát építtetett és hozzá iskolát is állított fel; 1854-ben Bolonya városrészben új iskolát létesített. 1855-ben pápai kamarás lett.
1857-ben, halála előtt három hónappal visszalépett a Római Katholikus Főgimnázium igazgatásától, utódjaként Iacob Mureșianut nevezte ki. Végrendeletében vagyona nagy részét a bolonyai iskolának, valamint a papnevelő és kántortanítók alapjának hagyományozta. Sírja az 1987-ben megsemmisített bolonyai római katolikus temetőben volt; sírkövét 1940-ben elhozták és beépítették a Római Katholikus Főgimnázium főbejáratának falába.
Több cikke jelent meg a brassói és más hazai lapokban; így a kolozsvári Nemzeti Társalkodóban (1832. I. 257. l. Szekerembánya)

## Munkái
- Fordítása: Római Éjszakák. Irta olaszul gróf Verri Sándor (Alessandro Verri, 1741–1816), Kolozsvár, 1823, két kötet (Ism. Hazai s Külf. Tudósitások. 1824. I. 23. sz.)
- Die Krone des Lebens, welche sich Kaiser Franz der I. der von seinen gesammten Völkern kindlich beweinter Landesvater ... vorgetragen in einer Trauer-Rede zu Clausenburg am 27. März 1835. Klausenburg (Brassó)
- Die Krone der Eltern und die Ehren der Kinder in einer Leichen-Rede vorgetragen ... den 14. Jänner 1837. Ofen (Buda)
- Az érdem kicsiny rajzban előadva főtiszt. kézdi és orbai főesperes, leményi plébános Kelemen György ur főesperest beigtatása ünnepén a leményi anyaegyházban ... jan. 22. 1837. Brassó, 1837
- Andere des General-Majors A. Csollich. des Dechanten A. Kovács und walashischen Erzpriesters J. Karabetz bei Übergabe der goldenen Medaille an den Herrn griechischen Richter Stephan Demeter Cservenvodaly, nebst Antwort des letztern, 15. Mai 1837. Kronstadt
- Az erős lelkületű hölgy képe halotti beszédben, mélt. özvegy Kálnoki Józsefnő, szül Maurer Juliánna ur-asszony eő nagyságának gyász emlékül, készítette és szavalta... Miklósváron tavaszelő 28. 1840. Kronstadt, 1840

## Felfalusi Kovács Antal Alapítvány
A brassói Felfalusi Kovács Antal Alapítvány 1990-ben alakult meg azzal a céllal, hogy Brassó megye magyar tannyelvű iskoláit, kiemelten az Áprily Lajos Főgimnáziumot, lehetőségeihez mérten támogassa. Az Alapítvány igyekszik javítani az oktatási feltételeket és támogatja a magyar diákok tudományos, kulturális és sportrendezvényeit, hogy versenyképesek legyenek a város, illetve a megye többségi iskoláinak tanulóival szemben.
A Felfalusi Kovács Antal-díjat hagyományosan az Áprily Lajos Főgimnázium tanévzáró ünnepsége keretében adják át a négy év iskolai teljesítménye alapján legjobbnak ítélt végzős diáknak. Ugyanekkor az adott iskolai év legjobb tanórai és tanórán kívüli eredményét produkáló áprilys diákok is kitüntetésben és anyagi juttatásban részesülnek. A tehetséges középiskolás fiatalok támogatása mellett az Alapítvány a nehéz anyagi és szociális helyzetben levő brassói magyar diákoknak és pedagógusoknak is segítséget nyújt.